# ام‌وی کیپ ری (تی-ای‌کی‌آر-۹۶۷۹)
ام‌وی کیپ ری (تی-ای‌کی‌آر-۹۶۷۹) (به انگلیسی: MV Cape Ray (T-AKR-9679)) یک کشتی است که طول آن 647' 6" می‌باشد. این کشتی در سال ۱۹۷۷ ساخته شد.